# A Fidzsi-szigetek a 2010. évi nyári ifjúsági olimpiai játékokon
A Fidzsi-szigetek a Szingapúrban megrendezett 2010. évi nyári ifjúsági olimpiai játékok egyik részt vevő nemzete volt.

## Atlétika
Fiú
| Versenyző      | Versenyszám | Előfutam | Előfutam | Előfutam | Döntő | Döntő | Döntő | Helyezés |
| Versenyző      | Versenyszám | Idő      | Hely.    | Össz.    | Típus | Idő   | Hely. | Helyezés |
| -------------- | ----------- | -------- | -------- | -------- | ----- | ----- | ----- | -------- |
| Lepani Naivalu | 100 m       | 10,94    | 1.       | 7.       | A     | 10,79 | 7.    | 7.       |

## Cselgáncs
Fiú
| Versenyző  | Versenyszám | Selejtező         | Negyeddöntő                  | Elődöntő          | Vigaszág negyeddöntő | Vigaszág elődöntő                 | Bronzmérkőzés     | Döntő             | Helyezés |
| Versenyző  | Versenyszám | Ellenfél Eredmény | Ellenfél Eredmény            | Ellenfél Eredmény | Ellenfél Eredmény    | Ellenfél Eredmény                 | Ellenfél Eredmény | Ellenfél Eredmény | Helyezés |
| ---------- | ----------- | ----------------- | ---------------------------- | ----------------- | -------------------- | --------------------------------- | ----------------- | ----------------- | -------- |
| Diau Bauro | 55 kg       |                   | Subash Yadav (IND) · 000-110 |                   |                      | Fahariya Takidine (COM) · 000-101 | kiesett           | kiesett           | 7.       |

## Súlyemelés
Fiú
| Versenyző       | Versenyszám | Szakítás | Szakítás | Lökés    | Lökés    | Összesen | Helyezés |
| Versenyző       | Versenyszám | Eredmény | Helyezés | Eredmény | Helyezés | Összesen | Helyezés |
| --------------- | ----------- | -------- | -------- | -------- | -------- | -------- | -------- |
| Charlie Lolohea | 69 kg       | 78,0     | 11.      | 105,0    | 10.      | 183,0    | 10.      |

Lány
| Versenyző      | Versenyszám | Szakítás | Szakítás | Lökés    | Lökés    | Összesen | Helyezés |
| Versenyző      | Versenyszám | Eredmény | Helyezés | Eredmény | Helyezés | Összesen | Helyezés |
| -------------- | ----------- | -------- | -------- | -------- | -------- | -------- | -------- |
| Louise Lolohea | 58 kg       | 45,0     | 10.      | 57,0     | 9.       | 102,0    | 9.       |

## Úszás
Lány
| Versenyző     | Versenyszám    | Előfutam | Előfutam | Előfutam | Döntő   | Döntő    |
| Versenyző     | Versenyszám    | Idő      | Hely.    | Össz.    | Idő     | Helyezés |
| ------------- | -------------- | -------- | -------- | -------- | ------- | -------- |
| Tieri Erasito | 200 m gyors    | 2:21,80  | 7.       | 40.      | kiesett | kiesett  |
| Tieri Erasito | 200 m pillangó | 2:35,59  | 8.       | 22.      | kiesett | kiesett  |